# Floyd Bennett
Floyd Bennett född 25 oktober 1890 i Warrensburg, New York, död 25 april 1928 i Québec, var en amerikansk pilot, militär (underofficer av 2. graden), mekaniker och förste pilot att flyga över Nordpolen. Efter andra världskriget blev Bennets nordpolsflygning avslöjad som lögn. Han hade cirklat vid Svalbard ett och ett halvt dygn.

## Ungdom
Bennett utbildade sig till bilmekaniker och arbetade något år som sådan. 1917 tog han värvning i amerikanska flottan, där han blev flygmekaniker. Under tiden i flottan fick han på grund av sina färdigheter med motorer genomgå flygutbildning. Han deltog i Byrds expedition till Grönland 1925, där han imponerade med sin flygning. När Byrd ett år senare försökte nå Nordpolen med flyg, valde han Bennett som pilot.

## Polarflygning
9 maj 1926 startade Bennett och Byrd från sin bas på Spetsbergen resan till Nordpolen, när man återvände och Bennett landat samma dag, blev många tveksamma till om de verkligen nått polen, eftersom flygningen inte tagit så lång tid i anspråk. Historiskt har det hävdats att de båda var först, men överste Bernt Balchen, professor Gösta Liljequist och andra menar att man inte nått fram. Byrds dagbok visar att de ursprungliga sextantavläsningarna raderats och ersatts av andra vilka skulle visa att de nått fram.

## Atlantflygning
När Orteigtävlingen om flygning över Atlanten kom igång var Bennett en av huvudfavoriterna. Tillsammans med Byrd, Acosta och Noville skulle de flyga från New York till Paris. Under en provstart 16 april 1927 i en Fokker Trimotor havererade han och blev allvarligt skadad. Han avled ett år senare i Quebec Kanada i sviterna efter haveriet. Byrd tog på sig en stor del av skulden till haveriet och för att hedra hans minne döpte han flygplanet han använde vid sydpolsexpeditionen 1929 till Floyd Bennett.

## Eftermäle
New Yorks första flygplats Floyd Bennett Field och amerikanska marinens jagare USS Bennett (DD-473) uppkallades efter honom.